# Tylosema esculentum
Tylosema esculentum (Burch.) A.Schreib. è una pianta appartenente alla famiglia delle Fabaceae.

## Descrizione

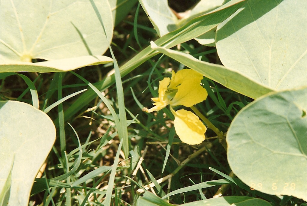
Fiore di T. esculentum

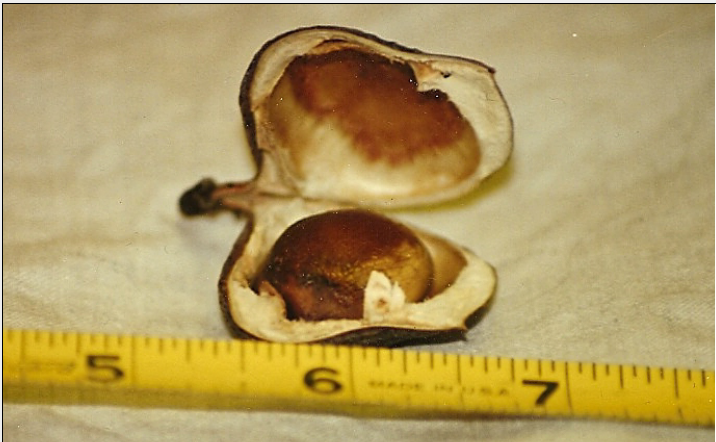
Frutto e seme di T. esculentum

T. esculentum è una pianta perenne e cresce come arbusto o pianta erbacea. Gli steli si estendono per circa 6 metri. Si formano viticci più corti e biforcuti.
Le foglie alterne, semplici e picciolate, coriacee, sono divise in due lobi con lobi spesso eretti, da arrotondati a reniformi a doppi. Misurano fino a 5-7 cm di lunghezza e 7–10 cm di larghezza (con entrambi i lobi), e presentano margini interi. Sono presenti piccole stipole. Le foglie giovani e morbide sono rossastre. La nervatura è palmata e in rilievo inferiormente. Le foglie sono glabre superiormente e talvolta pelose inferiormente.
I racemi portanti i fiori multipli, peduncolati e laterali sono lunghi fino a 12 cm. I fiori, ermafroditi, quintupli ed eterostili, profumati, a stelo lungo e con doppio perianzio, sono inizialmente gialli, poi divengono rossastri.
I frutti sono legumi inizialmente rossastri e, a maturità, legnosi e di colore marrone scuro. I legumi piatti, a punta corta e glabri, sono lunghi 3,5–7,5 centimetri e solitamente contengono 1–2 semi. I semi lisci, dal rossastro al marrone scuro, sono di forma arrotondata o ovoidale e misurano 1,3–2,5 vm.
La pianta, molto resistente alla siccità, è resistente al gelo fino a temperature di -2–3 °C. Sopravvive alle stagioni secche con 10-14 esemplari, grandi quasi quanto una testa kg, a volte fino a 300 kg pesante, molto ricco di acqua (fino a 90 %), tuberi che giacciono in profondità nel terreno. I semi germinano nella stagione calda, soprattutto dopo le piogge. Crescono meglio su terreni sabbiosi con un pH da neutro a leggermente acido.

## Distribuzione e habitat
T. esculentum è originaria delle zone aride dell'Africa sud-occidentale ( Angola, Botswana, Namibia, Sudafrica, Zimbabwe). La specie non viene spesso coltivata, ma potrebbe essere utilizzata più ampiamente, in particolare nelle regioni aride e semi-aride, dove è naturalmente adattata a crescere.

## Usi
I semi vengono utilizzati cotti o trasformati in farina. Una volta tostati, i semi hanno un sapore simile ai chicchi di caffè o agli anacardi tostati.  I semi e gli steli acerbi possono essere consumati come verdura o cucinati nelle zuppe.
Dai semi si può ricavare anche un olio commestibile che ha consistenza e sapore simile all'olio di mandorla.